# Bundesgymnasium und Bundesrealgymnasium Zell am See
Das Bundesgymnasium und Bundesrealgymnasium Zell am See ist ein Gymnasium und Realgymnasium in der Stadtgemeinde Zell am See im Land Salzburg.

## Geschichte
Im Jahr 1963 wurde erstmals der Ruf nach einem Realgymnasium in Zell am See laut. In weiterer Folge gelang es im Keller der Volksschule Schüttdorf die erste Klasse eines Realgymnasium ins Leben zu rufen. 1965 zog man ins Finanzamtsgebäude um, 1968 ins ehemalige Vermessungsamt. Nachdem zu wenig Platz zur Verfügung stand, wurde auf dem Grund einer ehemaligen Mülldeponie in Schüttdorf eine neue Schule gebaut. 1971 wurde sie eröffnet. 1996 wurde die Schule renoviert und 2004 wurde das Gymnasium parallel zum Realgymnasium eingeführt. 2008 erfolgten die letzten Renovierungen im Schulgebäude. Es entstand eine neue Turnhalle, ein Lift und ein Verbindungsgang sowie ein Seminarraum.
Im Jahr 2023 begann eine umfassende Sanierung des Bundesschulzentrums. Im Jahr 2023 kamen ebenso die ersten vom Bildungsministerium gesponsorten Tablets für die ersten Klassen. Im Sommer 2024 begannen, dann die Bauarbeiten an dem Neubau. Dabei entsteht ein teils neuer Schulcampus mit 22 Stamm- und zwei Teilungsklassen sowie neue Räumlichkeiten für eine Nachmittagsbetreuung und einen Mehrzwecksaal mit anschließendem Projektraum. Das alte Haupt-Schulgebäude wurde zu diesem Zweck abgerissen, Der Energiebedarf wird mithilfe von Photovoltaik aus eigener Produktion größtenteils selbst abgedeckt. Ab dem Jahrgang 2024/2025 wurde durch den neuen Direktor entschieden, dass die ersten Klassen ab diesem Schuljahr im Gymnasium Zell am See nicht mehr Tablets, sondern Laptops bekommen sollen. Die Arbeiten kosten rund 35 Millionen Euro und sollen im Herbst 2025 fertiggestellt werden.
Im Schuljahr 2024/25 wurden dort 528 Schüler von 61 Lehrkräften unterrichtet.

### Direktoren
- 1963–1978: Ernst Höfer
- 1978–1982: Walter Thaler
- 1982–1996: Wolf Kunnert
- 1996–2000: Walter Thaler
- 2000–2001: Gerhard Nowotny
- 2001–2016: Rainer Hochhold
- 2016–2024: Gabriele Jauck
- seit 2024: Philipp Schneider

## Bekannte Lehrer
- Walter Thaler (* 1941), Politiker (SPÖ) und Gymnasialdirektor
- Gerhard Seibold (* 1943), Kanute und Gymnasialprofessor
- Rainer Hochhold (* 1955), Autor, Historiker und Gymnasialdirektor
- Gertraud Salzmann (* 1964), Politikerin (ÖVP) und Gymnasialprofessorin
- Julia Kainberger (* 1995), Eishockey-Schiedsrichterin, ehemalige Nationalteamspielerin und Gymnasialprofessorin

## Bekannte Absolventen
- Peter Blaikner (* 1954), Autor, Kabarettist, Übersetzer
- Karl Schnell (* 1954), Arzt und Politiker (FPS, früher FPÖ)
- O. P. Zier (* 1954), Schriftsteller
- Harald Manzl (* 1960), Moderator und Journalist
- Christian Hörl (1962–2020), Politiker (Die Grünen)
- Viktor Mayer-Schönberger (* 1966), Internetwissenschaftler
- Doris Günther (* 1978), Snowboarderin
- Rafael Obermaier (* 2002), Radiomoderator
- Sarah Victoria Köck (* 2005), Voltigiererin